# José Cepeda
José Carmelo Cepeda García de León (ur. 19 lipca 1968 w Ciudad Real) – hiszpański polityk i nauczyciel akademicki, poseł do Zgromadzenia Madryckiego, senator, deputowany do Parlamentu Europejskiego X kadencji.

## Życiorys
Zawodowo związany z sektorem nowych technologii. Uzyskał doktorat, kształcił się także w zakresie zarządzania. Został profesorem na Uniwersytecie Karola III w Madrycie oraz na Universidad Internacional de La Rioja.
W 1986 dołączył do socjalistycznej młodzieżówki JSE. W 1990 został członkiem związku zawodowego UGT, a w 1992 wstąpił do Hiszpańskiej Socjalistycznej Partii Robotniczej (PSOE). Pełnił różne funkcje w kierownictwie oddziału partii we Wspólnocie Madrytu. W latach 2003–2024 był posłem do regionalnego parlamentu ośmiu kolejnych kadencji. W 2011 został delegowany do Senatu X kadencji. W skład izby wyższej Kortezów Generalnych wchodził także w trakcie XI, XII, XIII i XIV kadencji. Był też wiceprzewodniczącym Unii Międzyparlamentarnej. W 2024 został wybrany do Parlamentu Europejskiego X kadencji.